# Tumorimmunologie

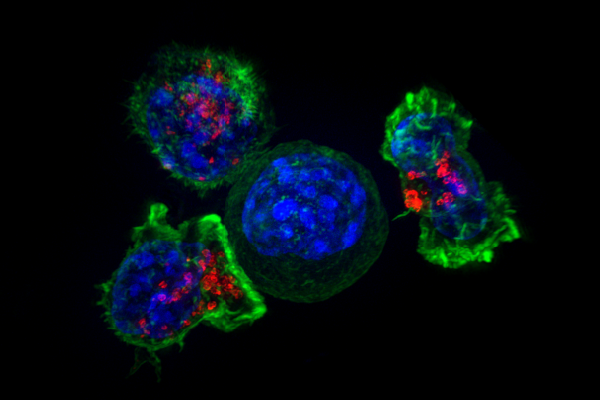
Cytotoxische T-cellen omringen een kankercel, fluorescentiemicroscopische opname

Tumorimmunologie is een interdisciplinair onderzoeksveld dat de rol van het immuunsysteem in de ontwikkeling van kanker bestudeert. Het immuunsysteem kent een complexe wisselwerking met kankercellen. De cellen van het menselijk afweersysteem kunnen kankercellen in een vroeg stadium van hun ontwikkeling opruimen. Het is een oud streven in de oncologische wetenschap om de groei en verspreiding van kankercellen met behulp van het eigen immuunsysteem tegen te gaan.
Hoewel tumorimmunologie vooral bestaat uit fundamenteel onderzoek, zijn de inzichten ervan de basis van vele immuuntherapieën tegen kanker. In recente decennia zijn de inzichten omtrent tumorimmunologie sterk toegenomen, zodat het mogelijk is geworden om met een klinische ingreep het eigen immuunsysteem – al dan niet in combinatie met klassieke kankertherapie – in te zetten om tumoren te bestrijden.

## Monoklonale antilichamen
De eenvoudigste vorm van kankerimmunotherapie (althans conceptueel gezien), is door de kankerpatiënt te behandelen met antilichamen die gericht zijn tegen de kankercellen. Deze benadering heeft enkele successen opgeleverd. Zo brengt ongeveer 25% van de borstkankers het Her2-eiwit hoog tot expressie. Her2 is een receptor-tyrosinekinase die een rol speelt bij de normale ontwikkeling van het borstepitheel. Een monoklonaal antilichaam genaamd trastuzumab (merknaam Herceptin), dat aan Her2 kan binden en de werking ervan kan remmen, vertraagt de groei van borsttumoren bij mensen met een overexpressie van Her2.
Monoklonale antilichamen kunnen ook gebruikt worden om een toxische stof specifiek bij de kankercellen te brengen. Antilichamen tegen eiwitten die hoog tot expressie komen op het oppervlak van een bepaald type kankercel, maar zelden op normale cellen, worden hierbij bewapend met een toxine dat de cellen die het antilichaam binden direct doodmaakt.

## Checkpointremmers
Bij de immuunreactie tegen tumoren spelen T-cellen een doorslaggevende rol. Sommige kankercellen zijn zo hevig gemuteerd dat ze eiwitten tot expressie brengen die de afweer aanziet als lichaamsvreemd (neo-antigenen). Helper-T-cellen herkennen het tumorantigeen en produceren cytokinen die cytotoxische T-cellen aanzetten tot interactie met de kankercel, leidend tot celdood. Kankercellen zijn echter lichaamseigen, niet lichaamsvreemd zoals een bacterie, en het immuunsysteem is er altijd op gericht om de lichaamseigen cellen zo weinig mogelijk aan te vallen. Om deze reden zijn er van nature maar weinig agressieve tumorreactieve T-cellen in de circulatie. Een belangrijk onderzoeksthema in de tumorimmunologie is het zoeken naar manieren om specifiek tumorreactieve T-cellen te stimuleren.
Rond tumoren hangt een sterk afweeronderdrukkend milieu. Om het immuunsysteem te overleven, ontwikkelen kankercellen een breed scala aan anti-immuunmechanismen. Een baanbrekend inzicht kwam van de ontdekking dat kankercellen een checkpoint-eiwit produceren dat T-cellen een inhibitoir (remmend) signaal geeft. Hierdoor kunnen ze de T-celrespons omzeilen. Voorbeelden van dergelijke checkpoints zijn CTLA4 en PD-1. Door kankerpatiënten te behandelen met remmers van checkpointreceptoren, wordt als het ware de rem van het immuunsysteem gehaald, en zullen de kankercellen veel effectiever worden aangevallen. 
In het bijzonder bij longkanker en gemetastaseerd melanoom, vormen van kanker die in het verleden nauwelijks te behandelen waren, leidt checkpointremming tot spectaculaire doorbraken en complete remissie op lange termijn.